# 曼尼普尔人民解放军
曼尼普尔人民解放军（英語：People's Liberation Army of Manipur）常被简称为人民解放军，是由N·比舍希瓦尔·辛格于1978年9月25日建立的一个分裂武装革命集团，旨在建立一个独立的曼尼普尔社会主义国家。
自成立以来，已发动针对印度陆军、印度准军事部队和邦警察部队在内的印度武装部队的游击战。但是在九十年代后期，它单方面宣布决定不再针对曼尼普尔邦警察。
由于一些高层领导人在战斗中死亡（如Thoudam Kunjabehari主席死于1982年）和其他领导人的被捕（如N·比舍希瓦尔·辛格被捕于1981年），军队在八十年代减少其军事活动。1989年，产生了一个称为“革命人民阵线”（RPF）的政治派别。革命人民阵线在孟加拉国成立了一个流亡政府，由Irengbam Chaoren率领，开始了组织的重组。此后，该组织变得非常活跃。其运作分为四个部分：曼尼普尔邦的萨达尔峡谷西丘地区，东峡谷的萨达尔山丘地区，曼尼普尔邦的山丘地区和英帕尔峡谷，每个地区有一个指挥官和一些干部。
该组织在2008年被估计大约有3800名的兵力。人民解放军也是曼尼普尔人民解放阵线的成员。